# Ian Potter Museum of Art
L’Ian Potter Museum of Art, qui appartient à l'université de Melbourne en Australie, dont il héberge la collection d'art, a été créé en 1972,. Il abrite la collection d'art de l'université de Melbourne.
The Potter, comme on l'appelle localement, présente un programme d'expositions d'art historique et contemporain. Par ses activités, le Potter prévoit l'acquisition, la maintenance, la conservation, le catalogage, l'exposition, la recherche, l'interprétation et la promotion des vastes collections d'art de l'Université de Melbourne.
Le bâtiment actuel a ouvert ses portes en 1998 et a été conçu par l'architecte Nonda Katsalidis (en).